# О’Мэлли, Брайан Ли
Брайан Ли О’Мэлли (англ. Bryan Lee O'Malley, родился 21 февраля 1979, Лондон (Онтарио), Канада) — канадский карикатурист. Наиболее известен своей серией комиксов Скотт Пилигрим, а также как музыкант под псевдонимом Kupek.

## Биография
До публикации собственного материала, О’Мэлли иллюстрировал минисерии комиксов Hopeless Savages: Ground Zero издательства Oni Press. Он также отвечал за шрифт во многих комиксах Oni Press, включая большинство работ Чайны Клагстон, в период между 2002 и 2005 годами.
Первым оригинальным графическим романом О’Мэлли был Lost at Sea (2003). Широкую известность ему принесла серия комиксов из шести томов Скотт Пилигрим (2004—2010), последний том которой вышел 20 июля 2010. Все его графические романы были изданы филиалом Oni Press, находящимся в Портленде, Орегон.
Также Брайан известен в качестве автора песен и музыканта (под псевдонимом Kupek и как участник нескольких групп Торонто, просуществовавших недолгое время).

## Личная жизнь
Имеет корейские и франкоканадские корни. Состоял в браке с автором комиксов и графических новелл Хоуп Ларсон. В 2014 году пара развелась. Сейчас О’Мэлли проживает один в Лос-Анджелесе.

### Графические романы
- Hopeless Savages: Ground Zero (ISBN 1-929998-99-6)
- Lost at Sea «Потерянная» (2003, ISBN 1-929998-71-6)
- Серия «Скотт Пилигрим»:
  - Scott Pilgrim’s Precious Little Life (2004, ISBN 1-932664-08-4)
  - Scott Pilgrim Vs. The World (2005, ISBN 1-932664-12-2)
  - Scott Pilgrim & The Infinite Sadness (2006, ISBN 1-932664-22-X)
  - Scott Pilgrim Gets It Together (2007, ISBN 1-932664-49-1)
  - Scott Pilgrim Vs. The Universe (2009, ISBN 1-934964-10-7)
  - Scott Pilgrim’s Finest Hour (2010, ISBN 1-934964-38-7)
- Seconds «Шансы» (July 2014, ISBN 978-0-345529-37-4)Anna J.27 Alan Torp Jensen.

### Сборники коротких историй
- «Lost At Sea», двухстраничный цветной комикс, вошедший в сборник Oni Press Color Special 2002
- «Monica Beetle», входит в Project: Superior (ISBN 0-9721794-8-8)
- «Smiling Is Something Other People Do», входит в The SPX 2003 Anthology (ISBN 0-9721794-3-7)

## Дискография
Записанная под псевдонимом Kupek
- This is Intolerable (2002)
- Nameless, Faceless Compilation (2004)
- Awkward Songz (2005)
- Before the Beginning and After the End (2006)
- B is for Bupek: Miscellany by Kupek (2007)
- Tries Again (2008)

## Награды
В 2005 году О’Мэлли получил премию Doug Wright Award в номинации Best Emerging Talent, а также был номинирован на три премии Harvey Awards. В 2006 году он был номинирован на премию Eisner Award в номинации «Best Writer/Artist: Humour» и стал лауреатом Joe Shuster Awards в номинации «Outstanding Canadian Comic Book Cartoonist (Writer/Artist)». Также он был номирован на две премии Eagle Awards и во второй раз на Doug Wright Award. В 2007 году Брайан О’Мэлли получил награду Hipster Special Award for Humour.